# Судебник Ивана IV

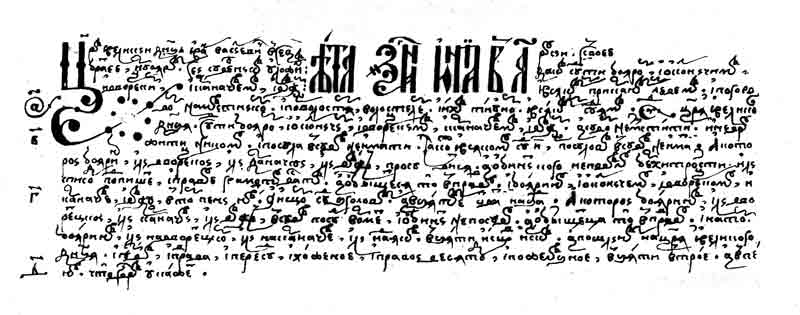
Царский Судебник. 1550. Заглавный лист

Судебник Ива́на IV, Судебник 1550 года — сборник законов периода сословной монархии в России; памятник русского права XVI века, первый в русской истории нормативно-правовой акт, провозглашённый единственным источником права. Принят на первом в Русском царстве Земском Соборе 1549 года при участии Боярской думы. В 1551 году Судебник был утверждён Стоглавым собором, созванным по инициативе царя Ивана IV Грозного. Содержит 100 статей.
Судебник Ивана IV имеет общую прогосударственную направленность, ликвидирует судебные привилегии удельных князей и усиливает роль центральных государственных судебных органов. Этим Судебник 1550 года развивает заложенные в Судебнике 1497 года тенденции государственного управления и судопроизводства.

## Ограничение власти на местах
Ограничивалась власть наместников и волостелей: дела «о ведомых разбойниках» были переданы под юрисдикцию губных старост. Тем самым расширялись рамки проведения губной реформы, охватывавшей ранее лишь северные уезды, а она сама получала юридическое обоснование. Наместники, волостели и все другие правители, назначаемые государем в города и волости, не могли судить без участия выборных от населения: дворского, старосты и лучших людей местной крестьянской общины. Вот что говорит статья 62: «А боярам и детем боярским, за которыми кормление с судом боярским, и им судити, а на суде у них быти дворскому и старосте и лучшим людем». Каждая община должна была иметь не только своих выборных людей и старост на суде, но и своего земского дьяка, который вёл бы на суде дела волостных людей. Судебник требует, чтобы для присутствия на суде общины выбирали несколько «лучших людей» и приводили их к присяге. «А в которых волостях наперед сего старост и целовальников не было; и ныне в тех во всех волостях быти старостам и целовальникам.»

## Социальные изменения
В целях укрепления социальной базы центральной власти расширялись права служивого сословия. В частности, запрещался переход служилых людей в кабальное холопство; более детально регламентировались взаимоотношения между феодалами и зависимыми крестьянами.
В определённой степени правительство пыталось расширить права крестьянства и его участие в общественных делах. Выборные представители крестьянских общин должны были участвовать в следствии и судопроизводстве. Наместники ни по суду, ни до суда не могли взять под стражу крестьянина без согласия общинных выборных начальников, старост и целовальников.
Закон предоставлял крестьянским общинам право самоуправления, раскладки податей и надзора за порядком.
Также Судебником подтверждалось право свободного перехода крестьян. В статье о крестьянском переходе прямо определяется, что, кроме платежа за «пожилое» и за «повоз», других пошлин нет. То есть для свободного перехода крестьянина не требуется никаких расчётов с господином, кроме двух пошлин; господин не имеет никакого права удерживать крестьянина, заплатившего эти две пошлины. «А дворы пожилые платят в полех за двор рубль два алтына, а в лесах, где десять верст до хоромного (строевого) леса, за двор полтина да два алтына. А пожилое имати с ворот, а за повоз имати с двора по два алтына; а опричь того на нем пошлин нет».
Судебник препятствовал насильственному обращению крестьян в холопы и разрешал крестьянский переход, если даже господин оплатил долги крестьянина.
В Судебнике была предпринята попытка вывести личность царя за пределы стандартного административного процесса, путём создания специального приказа —челобитного. Доводить же челобитные до государя  разрешалось только в том случае, если обычным путем дело было решить «не мочно». Если же проблема, по мнению царя была недостаточно важной, человек мог подвергнуться наказанию.«А который жалобщик бьёт челом не по делу и бояре ему откажут, и тот жалобщик учнёт бити челом, докучати государю, и того жалобщика вкинути в тюрму»

## Стратификационная система штрафов
Судебник защищал честь любого члена общества, однако штрафы за «бесчестие» (оскорбление словом или делом) различались. За бесчестье боярина обидчик платил штраф 600 рублей, за дьяка — 200 рублей, за первостепенного купца — 50 рублей, за посадского человека — 5 рублей, крестьянина — 1 рубль. В случае «обиды» женщины, ей выплачивалось «бесчестие» вдвое большее, чем мужчине её звания.

## Судопроизводство и доказательства
До принятия Судебника запутанные дела, решение которых заходило в тупик, могли решаться посредством поединка спорящих сторон — «поля». Победитель в бою считался выигравшим дело. Судебник ограничивал проведение подобных испытаний огнём и водой. «Поле» нельзя было проводить «бойцу с небойцом» (например, если это женщина, больной, старый или совсем юный человек), за исключением случаев, когда этого желает сам «небоец». Или же вместо себя можно было выставить «наймита». Судебник разрешал «поле» не только для определения победителя в деле, но и для выяснения надёжности показаний свидетелей (послухов).

## Важнейшие списки
1) список в сборнике архива Ленинградского отделения Института истории АН СССР, собр. Лихачева, № 228;
2) список в сборнике Государственной библиотеки СССР им. В. И. Ленина, собр. Ундольского, № 823;
3) список в сборнике Государственной публичной библиотеки им. М. Е. Салтыкова-Щедрина в Ленинграде, № 0.11.118;
4) список Государственной публичной библиотеки им. М. Е. Салтыкова-Щедрина в Ленинграде, собр. Софийской библиотеки, № 1442;
5) список Государственной публичной библиотеки им. М. Е. Салтыкова-Щедрина в Ленинграде, собр. Софийской библиотеки, № 1443;
6) список Государственной библиотеки СССР им. В. И. Ленина, собр. Ундольского, № 824;
7) список в сборнике Государственного исторического музея, собр. музея, № 3726;
8) список в сборнике библиотеки Академии наук СССР, Архангельское собр., № 25;
9) список в сборнике Государственной публичной библиотеки им. М. Е. Салтыкова-Щедрина в Ленинграде, собр. Погодина, № 1841;
10) список в сборнике библиотеки Академии наук СССР, Архангельское собр., № 1166.

## Издания
- Судебник государя царя и великого князя Иоанна Васильевича и некоторые сего государя и ближних его преемников указы, собранные и примечаниями изъясненные покойным тайным советником и астраханским губернатором Васильем Никитичем Татищевым. М., 1768.
- Законы великого князя Иоанна Васильевича и Судебник царя и великого князя Иоанна Васильевича с дополнительными указами, изданные К. Калайдовичем и П. Строевым. М., 1819.
- Акты исторические, собранные и изданные Археографическою Комиссией. Т. 1, № 153. Спб., 1841.
- Владимирский-Буданов М. Ф. Хрестоматия по истории русского права. Вып. II (раз. изд.).
- Судебники Русского государства, изданные Горьковским пединститутом. Горький, 1939.
- Судебники XV—XVI вв. / Под общ. ред. академика Б. Д. Грекова. М.; Л., 1952.
- Памятники русского права. Выпуск третий / Под ред. Л. В. Черепнина. М., 1955; Выпуск четвёртый / Под ред. Л. В. Черепнина. М., 1956.
- Судебник царя и великого князя Иоанна Васильевича. Татищев В. Н. История Российская. Т. 7. Л., 1968.